# Typhochrestus acoreensis
Typhochrestus acoreensis là một loài nhện trong họ Linyphiidae.
Loài này thuộc chi Typhochrestus. Typhochrestus acoreensis được Jörg Wunderlich miêu tả năm 1992.